# Fins voetbalelftal in 1991
Het Fins voetbalelftal speelde in totaal zeven interlands in het jaar 1991, waaronder zes wedstrijden in de kwalificatiereeks voor de EK-eindronde 1992 in Zweden. Finland wist zich niet te plaatsen voor het toernooi en eindigde als vierde en voorlaatste in groep 6.

## Balans
| Wedstrijden | Wedstrijden | Wedstrijden | Wedstrijden | Doelpunten | Doelpunten | Doelpunten | Punten |
| Gespeeld    | Winst       | Gelijk      | Verlies     | Voor       | Tegen      | Saldo      | Punten |
| ----------- | ----------- | ----------- | ----------- | ---------- | ---------- | ---------- | ------ |
| 7           | 1           | 3           | 3           | 5          | 8          | –3         | 0.714  |

## Interlands
|                                                     |                    |       |                            |                                                                                          |
| 13 maart Vriendschappelijk № 489 «onderlinge duels» | Polen              | 1 – 1 | Finland                    | Stadion Wojska Polskiego, Warschau Toeschouwers: 3.000 Scheidsrechter: Antal Huták (HUN) |
| 13 maart Vriendschappelijk № 489 «onderlinge duels» | Andrzej Lesiak 12' |       | 20' Mika-Matti Paatelainen | Stadion Wojska Polskiego, Warschau Toeschouwers: 3.000 Scheidsrechter: Antal Huták (HUN) |

|                                                   |                                      |       |         |                                                                            |
| 17 april EK-kwalificatie № 490 «onderlinge duels» | Nederland                            | 2 – 0 | Finland | De Kuip, Rotterdam Toeschouwers: 28.371 Scheidsrechter: Jan Damgaard (DEN) |
| 17 april EK-kwalificatie № 490 «onderlinge duels» | Marco van Basten 10' Ruud Gullit 77' |       |         | De Kuip, Rotterdam Toeschouwers: 28.371 Scheidsrechter: Jan Damgaard (DEN) |

|                                                 |                                      |       |       |                                                                                  |
| 16 mei EK-kwalificatie № 491 «onderlinge duels» | Finland                              | 2 – 0 | Malta | Olympiastadion, Helsinki Toeschouwers: 5.150 Scheidsrechter: Rune Pedersen (NOR) |
| 16 mei EK-kwalificatie № 491 «onderlinge duels» | Petri Järvinen 51' Jari Litmanen 89' |       |       | Olympiastadion, Helsinki Toeschouwers: 5.150 Scheidsrechter: Rune Pedersen (NOR) |

|                                                 |                   |       |                   |                                                                                    |
| 5 juni EK-kwalificatie № 492 «onderlinge duels» | Finland           | 1 – 1 | Nederland         | Olympiastadion, Helsinki Toeschouwers: 21.207 Scheidsrechter: Brian McGinlay (SCO) |
| 5 juni EK-kwalificatie № 492 «onderlinge duels» | Erik Holmgren 77' |       | 60' Frank de Boer | Olympiastadion, Helsinki Toeschouwers: 21.207 Scheidsrechter: Brian McGinlay (SCO) |

|                                                       |                 |       |         |                                                                                    |
| 11 september EK-kwalificatie № 493 «onderlinge duels» | Portugal        | 1 – 0 | Finland | Estádio das Antas, Porto Toeschouwers: 30.000 Scheidsrechter: Arturo Martino (SUI) |
| 11 september EK-kwalificatie № 493 «onderlinge duels» | César Brito 22' |       |         | Estádio das Antas, Porto Toeschouwers: 30.000 Scheidsrechter: Arturo Martino (SUI) |

|                                                              |                  |       |                             |                                                                                      |
| 9 oktober EK-kwalificatie № 494 «onderlinge duels» 19:00 uur | Finland          | 1 – 1 | Griekenland                 | Olympiastadion, Helsinki Toeschouwers: 26.000 Scheidsrechter: Sergei Khusainov (RUS) |
| 9 oktober EK-kwalificatie № 494 «onderlinge duels» 19:00 uur | Kari Ukkonen 50' |       | 74' Panagiotis Tsalouchidis | Olympiastadion, Helsinki Toeschouwers: 26.000 Scheidsrechter: Sergei Khusainov (RUS) |

|                                                               |                                              |       |         |                                                                                                 |
| 30 oktober EK-kwalificatie № 495 «onderlinge duels» 18:00 uur | Griekenland                                  | 2 – 0 | Finland | Olympisch Stadion Spyridon Louis, Athene Toeschouwers: 8.000 Scheidsrechter: Gerhard Kapl (AUT) |
| 30 oktober EK-kwalificatie № 495 «onderlinge duels» 18:00 uur | Dimitris Saravakos 50' Stefanos Borbokis 52' |       |         | Olympisch Stadion Spyridon Louis, Athene Toeschouwers: 8.000 Scheidsrechter: Gerhard Kapl (AUT) |

## Statistieken
| Olli Huttunen          | 1960-08-04 | FC Haka Valkeakoski | 7 | 0 | 0 | 57 | 0  |
| Verdediging            |            |                     |   |   |   |    |    |
| Erik Holmgren          | 1964-12-17 | GAIS Göteborg       | 7 | 0 | 1 | 42 | 2  |
| Ari Heikkinen          | 1964-04-08 | TPS Turku           | 7 | 0 | 0 | 27 | 0  |
| Erkka Petäjä           | 1964-02-13 | Östers IF           | 7 | 0 | 0 | 62 | 0  |
| Jari Europaeus         | 1962-12-29 | HJK Helsinki        | 2 | 0 | 0 | 56 | 0  |
| Middenveld             |            |                     |   |   |   |    |    |
| Kari Ukkonen           | 1961-12-19 | Royal Antwerp FC    | 7 | 0 | 1 | 50 | 4  |
| Marko Myyry            | 1967-09-15 | KSC Lokeren         | 6 | 0 | 0 | 39 | 2  |
| Petri Järvinen         | 1965-05-09 | Kuusysi Lahti       | 5 | 0 | 1 |    |    |
| Markku Kanerva         | 1964-05-24 | IF Elfsborg         | 2 | 1 | 0 |    |    |
| Tommi Paavola          | 1965-12-09 | 1. FSV Mainz 05     | 2 | 1 | 0 | 17 | 0  |
| Pasi Tauriainen        | 1964-10-04 | HJK Helsinki        | 2 | 1 | 0 |    |    |
| Jouko Vuorela          | 1963-07-26 | HJK Helsinki        | 2 | 1 | 0 |    |    |
| Jyrki Huhtamäki        | 1967-08-27 | MP Mikkeli          | 1 | 0 | 0 | 8  | 0  |
| Harri Nyyssönen        | 1965-11-15 | KuPS Kuopio         | 0 | 2 | 0 | 2  | 0  |
| Aanval                 |            |                     |   |   |   |    |    |
| Jari Litmanen          | 1971-02-20 | HJK Helsinki        | 6 | 1 | 1 |    |    |
| Kimmo Tarkkio          | 1966-01-15 | FC Haka Valkeakoski | 6 | 0 | 0 |    |    |
| Mika-Matti Paatelainen | 1967-02-03 | Aberdeen FC         | 5 | 2 | 1 |    |    |
| Ari Hjelm              | 1962-02-24 | Ilves Tampere       | 3 | 1 | 0 |    |    |
| Ari Tegelberg          | 1963-04-21 | RoPS Rovaniemi      | 0 | 5 | 0 |    |    |
| Mika Lipponen          | 1964-05-09 | FC Aarau            | 0 | 1 | 0 | 46 | 11 |

Finse voetbalbond · A-internationals · Bondscoaches · Statistieken · Fins vrouwenelftal · Olympisch elftal · Finland U21 · Finland U20 · Finland U19 · Finland U18 · Finland U17 · Finland U16
1911 – 1919 ·
1920 – 1929 ·
1930 – 1939 ·
1940 – 1949 ·
1950 – 1959 ·
1960 – 1969 ·
1970 – 1979 ·
1980 – 1989 ·
1990 – 1999 ·
2000 – 2009 ·
2010 – 2019 ·
2020 − 2029
EK 2020
OS 1912 ·
OS 1936 ·
OS 1952 ·
OS 1980
1911 · 
1912 · 
1913 · 
1914 · 
1915 · 1916 · 1917 · 1918 · 
1919 · 
1920 · 
1921 · 
1922 · 
1923 · 
1924 · 
1925 · 
1926 · 
1927 · 
1928 · 
1929 · 
1930 · 
1931 · 
1932 · 
1933 · 
1934 · 
1935 · 
1936 · 
1937 · 
1938 · 
1939 · 
1940 · 
1941 · 
1942 · 
1943 · 
1944 · 
1945 · 
1946 · 
1947 · 
1948 · 
1949 · 
1950 · 
1952 · 
1952 · 
1953 · 
1954 · 
1955 · 
1956 · 
1957 · 
1958 · 
1959 · 
1960 · 
1961 · 
1962 · 
1963 · 
1964 · 
1965 · 
1966 · 
1967 · 
1968 · 
1969 · 
1970 · 
1971 · 
1972 · 
1973 · 
1974 · 
1975 · 
1976 · 
1977 · 
1978 · 
1979 · 
1980 · 
1981 · 
1982 · 
1983 · 
1984 · 
1985 · 
1986 · 
1987 · 
1988 · 
1989 · 
1990 · 
1991 · 
1992 · 
1993 · 
1994 · 
1995 · 
1996 · 
1997 · 
1998 · 
1999 · 
2000 · 
2001 · 
2002 · 
2003 · 
2004 · 
2005 · 
2006 · 
2007 · 
2008 · 
2009 · 
2010 · 
2011 · 
2012 · 
2013 · 
2014 · 
2015 · 
2016 · 
2017 · 
2018 ·
2019 ·
2020
Albanië ·
Algerije ·
Andorra ·
Armenië ·
Azerbeidzjan ·
Bahrein ·
Barbados ·
België ·
Bermuda ·
Bolivia ·
Bosnië en Herzegovina ·
Brazilië ·
Bulgarije ·
Canada ·
Chili ·
China ·
Colombia ·
Costa Rica ·
Cyprus ·
Denemarken ·
DDR ·
(West-)Duitsland ·
Ecuador ·
Egypte ·
Engeland ·
Estland ·
Faeröer ·
Frankrijk ·
Georgië ·
Griekenland ·
Honduras ·
Hongarije ·
Ierland ·
IJsland ·
India ·
Irak ·
Israël ·
Italië ·
Japan ·
Jemen ·
Joegoslavië ·
Jordanië ·
Kameroen ·
Kazachstan ·
Koeweit ·
Kosovo ·
Kroatië ·
Letland ·
Liechtenstein ·
Litouwen ·
Luxemburg ·
Maleisië ·
Malta ·
Marokko ·
Mexico ·
Moldavië ·
Montenegro ·
Nederland ·
Noord-Ierland ·
Noord-Korea ·
Noord-Macedonië ·
Noorwegen ·
Oekraïne · 
Oman ·
Oostenrijk ·
Peru ·
Polen ·
Portugal ·
Qatar ·
Roemenië ·
Rusland ·
San Marino ·
Saoedi-Arabië ·
Schotland ·
Servië ·
Servië en Montenegro ·
Singapore ·
Slovenië ·
Slowakije ·
Sovjet-Unie ·
Spanje ·
Thailand ·
Trinidad en Tobago ·
Tsjechië ·
Tsjecho-Slowakije ·
Tunesië ·
Turkije ·
Uruguay ·
Verenigde Arabische Emiraten ·
Verenigde Staten ·
Wales ·
Wit-Rusland ·
Zuid-Korea ·
Zweden ·
Zwitserland
België (2021) · 
Denemarken (2021) · 
Rusland (2021)